# Olympische Winterspiele 1988/Teilnehmer (Marokko)
| Gelbes Symbol für Goldmedaillen mit stilisierten Olympischen Ringen | Graues Symbol für Silbermedaillen mit stilisierten Olympischen Ringen | Braundes Symbol für Bronzemedaillen mit stilisierten Olympischen Ringen |
| ------------------------------------------------------------------- | --------------------------------------------------------------------- | ----------------------------------------------------------------------- |
| —                                                                   | —                                                                     | —                                                                       |

Marokko nahm an den Olympischen Winterspielen 1988 im kanadischen Calgary mit einer Delegation von drei männlichen Athleten teil.

## Teilnehmer nach Sportarten

### Ski Alpin
Herren:
- Ahmed Ait Moulay
Riesenslalom: disqualifiziert
Slalom: 42. Platz
- Lotfi Housnialaoui
Riesenslalom: disqualifiziert
Slalom: 47. Platz
- Ahmad Ouachit
Riesenslalom: disqualifiziert
Slalom: 41. Platz